# Kabardyjski Obwód Autonomiczny
Kabardyjski Obwód Autonomiczny, Kabardyjski OA (ros. Кабардинская автономная область, kabard. Къэбэрдей AО) – obwód autonomiczny w Związku Radzieckim, istniejący w latach 1921−1922, wchodzący w skład Górskiej Autonomicznej Socjalistycznej Republiki Radzieckiej, będącej częścią Rosyjskiej Federacyjnej Socjalistycznej Republiki Radzieckiej.
Kabardyjski OA został utworzony 1 września 1921 r. w ramach Górskiej ASRR, wchodzącej w skład Rosyjskiej FSRR. Tworzenie autonomicznych jednostek terytorialnych dla mniejszości narodowych było częścią polityki tzw. korienizacji, tj. przyznawania autonomii mniejszościom narodowym zamieszkującym obszary dawnego Imperium, poprzednio dyskryminowanym i rusyfikowanym przez carat. Kilka miesięcy po powstaniu, 16 stycznia 1922 r. Obwód został zlikwidowany. Odbyło się to poprzez przyłączenie do niego obszarów zamieszkanych przez Bałkarów i utworzenie Kabardyjsko-Bałkarskiego OA.
 Informacje nt. położenia, gospodarki, historii, ludności itd. Kabardyjskiego Obwodu Autonomicznego znajdują się w: artykule poświęconym Republice Kabardo-Bałkarii, jak obecnie nazywa się rosyjska jednostka polityczno-administracyjna, będąca prawną kontynuacją Obwodu.